# Coupe de France de football 1928-1929
Navigation
Coupe de France 1927-1928 Coupe de France 1929-1930
La Coupe de France 1928-1929, réunissant 380 clubs participants, a été remportée par les Sports Olympiques Montpelliérains qui s'imposent face à leurs voisins du FC Sète dans une finale 100 % héraultaise. 
C'est la première des deux Coupes de France glanées par Montpellier.

## Contexte

### La grande compétition nationale

Les Ligues de football françaises lors de la saison 1928-1929

Le football de la fin des années 1920 est encore un football de ligues régionales. Les 16 ligues sont celles qui organisent les seuls championnats à l'année, généralement nommés Division d'Honneur. 
Entre 1927 et 1929 est organisé un championnat de fin de saison qui réunit les équipes vainqueurs des Divisions d'Honneur. Cependant, ce championnat subit une vive opposition de certaines ligues et clubs et est supprimé à la fin de la saison 1928-1929. L'Auto cite ainsi des délégués des ligues : « Il n'y a aucun intérêt à participer à une épreuve sans retentissement. » ou encore « Les Championnats régionaux sont bien plus intéressants pour les clubs. ». Ainsi, malgré l'existence d'un championnat national, la Coupe de France reste la compétition nationale phare. En ouverture de saison, L'Auto considère cette édition de la Coupe de France comme « La grande compétition nationale ».

### Domination parisienne
Les différents clubs parisiens sont encore ceux qui dominent la Coupe de France. Ainsi, le seul club de province qui réussit à soulever la Coupe en 11 éditions est l'Olympique de Marseille. Lors de la saison précédente, en 1927-1928, les deux finalistes étaient parisiens : le Red Star Football Club l'emporta contre le Club athlétique de Paris. 
| N° | Édition | Vainqueur                  | Score                     | Finaliste        |
| -- | ------- | -------------------------- | ------------------------- | ---------------- |
| 1  | 1918    | Olympique                  | 3 – 0                     | FC Lyon          |
| 2  | 1919    | CA Sports généraux         | 3 – 2 a.p.                | Olympique        |
| 3  | 1920    | CA Paris                   | 2 – 1                     | Le Havre AC      |
| 4  | 1921    | Red Star AC                | 2 – 1                     | Olympique        |
| 5  | 1922    | Red Star AC (2)            | 2 – 0                     | Stade rennais UC |
| 6  | 1923    | Red Star AC (3)            | 4 – 2                     | FC Sète          |
| 7  | 1924    | Olympique de Marseille     | 3 – 2 a.p.                | FC Sète          |
| 8  | 1925    | CA Sports généraux (2)     | 1 – 1 a.p. rejoué : 3 – 2 | FC Rouen         |
| 9  | 1926    | Olympique de Marseille (2) | 4 – 1                     | AS Valentigney   |
| 10 | 1927    | Olympique de Marseille (3) | 3 – 0                     | US Quevilly      |
| 11 | 1928    | Red Star Olympique (4)     | 3 – 1                     | CA Paris         |

## Organisation

### Calendrier
| Tour | Nom                        | Date                       |
| ---- | -------------------------- | -------------------------- |
| 1    | Premier tour               | Dimanche 16 septembre 1928 |
| 2    | Deuxième tour              | Dimanche 7 octobre 1928    |
| 3    | Troisième tour             | Dimanche 4 novembre 1928   |
| 4    | Quatrième tour             | Dimanche 2 décembre 1928   |
| 5    | Trente-deuxièmes de finale | Dimanche 6 janvier 1929    |
| 6    | Seizièmes de finale        | Dimanche 20 janvier 1929   |
| 7    | Huitièmes de finale        | Dimanche 3 février 1929    |
| 8    | Quarts de finale           | Dimanche 17 mars 1929      |
| 9    | Demi-finale                | Dimanche 7 avril 1929      |
| 10   | Finale                     | Dimanche 5 mai 1929        |

## Tours préliminaires
Trois tours préliminaires sont organisés. La majorité des équipes ne disputent cependant pas le 1er tour préliminaire, et entrent dans la compétition lors du 2e tour.

## Trente-deuxièmes de finale
Les trente-deuxièmes de finale se jouent le 6 janvier 1929,.
| Dimanche 6 janvier 1929 | Olympique lillois | 3 – 1 | Club olympique de Billancourt |  |  |
|                         |                   |       |                               |  |  |

| Dimanche 6 janvier 1929 | Excelsior Tourcoing | 1 – 0 | RC Strasbourg |  |  |
|                         |                     |       |               |  |  |

| Dimanche 6 janvier 1929 | RC Arras | 1 – 0 | US Quevilly |  |  |
|                         |          |       |             |  |  |

| Dimanche 6 janvier 1929 | UR Dunkerque-Malo | 2 – 1 | US Suisse |  |  |
|                         |                   |       |           |  |  |

| Dimanche 6 janvier 1929 | Stade roubaisien | 1 – 0 | Stade havrais |  |  |
|                         |                  |       |               |  |  |

| Dimanche 6 janvier 1929 | FC Rouen | 2 – 1 | Iris Club lillois |  |  |
|                         |          |       |                   |  |  |

| Dimanche 6 janvier 1929 | Havre AC | 3 – 0 | AF Garenne Colombes |  |  |
|                         |          |       |                     |  |  |

| Dimanche 6 janvier 1929 | RC Roubaix | 3 – 0 | Petite-Rosselle |  |  |
|                         |            |       |                 |  |  |

| Dimanche 6 janvier 1929 | CA Messin | 2 – 0 | FC Dieppe |  |  |
|                         |           |       |           |  |  |

| Dimanche 6 janvier 1929 | FC Saint-Louis | 2 – 0 | AS Valentigney |  |  |
|                         |                |       |                |  |  |

| Dimanche 6 janvier 1929 | US Boulogne | 3 – 1 | FC Bischwiller |  |  |
|                         |             |       |                |  |  |

| Dimanche 6 janvier 1929 | AS Strasbourg | 2 – 0 | SC Rémois |  |  |
|                         |               |       |           |  |  |

| Dimanche 6 janvier 1929 | Stade français | 6 – 1 | AS Audincourt |  |  |
|                         |                |       |               |  |  |

| Dimanche 6 janvier 1929 | US Belfort | 1 – 0 | SO Alès |  |  |
|                         |            |       |         |  |  |

| Dimanche 6 janvier 1929 | SO Montpellier | 5 – 2 | Annemasse |  |  |
|                         |                |       |           |  |  |

| Dimanche 6 janvier 1929 | CA Paris                                              | 6 – 0   | Stade Quimperois |                                                                      |                                                                      |
|                         | Aulnay 5e · Languiller · Lucien Laurent · Inconnu 90e | (4 - 0) |                  | Stade de Kerhuel, Quimper Spectateurs : 5 000 Arbitrage : Mr Clément | Stade de Kerhuel, Quimper Spectateurs : 5 000 Arbitrage : Mr Clément |
|                         | Rapport                                               |         |                  | Stade de Kerhuel, Quimper Spectateurs : 5 000 Arbitrage : Mr Clément | Stade de Kerhuel, Quimper Spectateurs : 5 000 Arbitrage : Mr Clément |

| Dimanche 6 janvier 1929 | CSJB Angers | 2 – 0 | Stade montois |  |  |
|                         |             |       |               |  |  |

| Dimanche 6 janvier 1929 | Stade rennais | 3 – 2 | VC Vannetais |  |  |
|                         |               |       |              |  |  |

| Dimanche 6 janvier 1929 | SC Nîmes | 1 – 0 | Deportivo Bordeaux |  |  |
|                         |          |       |                    |  |  |

| Dimanche 6 janvier 1929 | Stade bordelais | 7 – 2 | OGC Nice |  |  |
|                         |                 |       |          |  |  |

| Dimanche 6 janvier 1929 | SC Bastidienne | - | Salins-Giraud |  |  |
|                         |                |   |               |  |  |

| Dimanche 6 janvier 1929 | AS Cannes | 7 – 0 | GC Grasse |  |  |
|                         |           |       |           |  |  |

| Dimanche 6 janvier 1929 | FC Sète | 5 – 1 | US Persan-Beaumont |  |  |
|                         |         |       |                    |  |  |

| Dimanche 6 janvier 1929 | Stade raphaëlois | 4 – 0 | ES Juvisy |  |  |
|                         |                  |       |           |  |  |

| Dimanche 6 janvier 1929 | Racing Club de France                                                                              | 1 – 0   | Drapeau Fougères |                                          |                                          |
| 13 h 45                 | |         |                  | Stade olympique Yves-du-Manoir, Colombes | Stade olympique Yves-du-Manoir, Colombes |
| 13 h 45                 | Ménard - Anatol, Veinante - Durrant, Montgaillard, Boissel - Duval, Guézou, Ozenne, Bilger, Pagney | Équipes |                  | Stade olympique Yves-du-Manoir, Colombes | Stade olympique Yves-du-Manoir, Colombes |

| Dimanche 6 janvier 1929 | SO Est                                                                                 | 2 – 1   | US Servannaise                                                                                           |           |           |
| 13 h 45                 |                                                                                        |         | | Charenton | Charenton |
| 13 h 45                 | Wilhem - Rollet, Lambert - Dupart, Robin, Mour, Delmer, Bouté, Emmel, Banide, Baudinot | Équipes | Szabo - Cloarec, Noury - Delabarre, Le Moal, Lemarchand - Fouché, Legagnoux, Fauchet, Denis, Levavasseur | Charenton | Charenton |

| Dimanche 6 janvier 1929 | Red Star Olympique                                                                                  | 4 – 0   | Cherbourg |                                      |                                      |
| 13 h 45                 | |         |           | Stade de Paris, Saint-Ouen-sur-Seine | Stade de Paris, Saint-Ouen-sur-Seine |
| 13 h 45                 | Thépot - Diaz, Domergue - Chantrel, Pinel, Wartel - Monsallier, Brouzes, Martin, Finamore, Fourcade | Équipes |           | Stade de Paris, Saint-Ouen-sur-Seine | Stade de Paris, Saint-Ouen-sur-Seine |

| Dimanche 6 janvier 1929 | Club français | 3 – 0 | AC Arles |  |  |
|                         |               |       |          |  |  |

| Dimanche 6 janvier 1929 | CA Enghien-Ermont | 1 – 4 | Amiens AC |        |
|                         |                   |       |           | Ermont |

| Dimanche 6 janvier 1929 | FC Mulhouse | 4 – 1 | US Vésinet |  |  |
|                         |             |       |            |  |  |

| Dimanche 6 janvier 1929 | CAS Généraux | 2 – 2   | US Tourcoing                                                                                               |                  |                  |
| 13 h 45                 | |         | | Stade Jean-Bouin | Stade Jean-Bouin |
| 13 h 45                 | Alfred Leblond - Lampole, Dhulst - Vaylu, Courcelle, Wielfaert - Dhalluin, Desplancke, Liétaer, Bettens, Farvacques | Équipes | Lepeyre - Wartel, Reidlich - Tissot, Theault, Barré - Barville, Sentubéry, Emmanuelides, Barin, Organowski | Stade Jean-Bouin | Stade Jean-Bouin |

|  | CAS Généraux | - | US Tourcoing |  |  |
|  |              |   |              |  |  |

|  | US Cazères | - | Olympique de Marseille |  |  |
|  |            |   |                        |  |  |

## Seizièmes de finale
Les seizièmes de finale se jouent le 20 janvier 1929.
| Dimanche 20 janvier 1929 | FC Sète | 1 – 0 | RC Roubaix |  |  |
|                          |         |       |            |  |  |

| Dimanche 20 janvier 1929 | Stade raphaëlois | 2 – 0 | CSJB Angers |  |  |
|                          |                  |       |             |  |  |

| Dimanche 20 janvier 1929 | Stade français | 4 – 1 | Olympique de Marseille |  |  |
|                          |                |       |                        |  |  |

| Dimanche 20 janvier 1929 | AS Cannes | 3 – 0 | FC Rouen |  |  |
|                          |           |       |          |  |  |

| Dimanche 20 janvier 1929 | SO Montpellier | 5 – 2 | SO Est |  |  |
|                          |                |       |        |  |  |

| Dimanche 20 janvier 1929 | Club français | 1 – 0 | SC Nîmes |  |  |
|                          |               |       |          |  |  |

| Dimanche 20 janvier 1929 | Olympique lillois | 5 – 2 | Racing C. France |  |  |
|                          |                   |       |                  |  |  |

| Dimanche 20 janvier 1929 | Stade rennais | 2 – 1 | Stella Cherbourg |  |  |
|                          |               |       |                  |  |  |

| Dimanche 20 janvier 1929 | FC Muhlouse | 5 – 2 | US Tourcoing |  |  |
|                          |             |       |              |  |  |

| Dimanche 20 janvier 1929 | US Boulogne | 5 – 3 | AS Strasbourg |  |  |
|                          |             |       |               |  |  |

| Dimanche 20 janvier 1929 | US Berlfort | 4 – 2 | CA Messin |  |  |
|                          |             |       |           |  |  |

| Dimanche 20 janvier 1929 | CA Paris | 5 – 3 | Stade roubaisien |  |  |
|                          |          |       |                  |  |  |

| Dimanche 20 janvier 1929 | SC Bastidienne | 2 – 0 | FC Saint-Louis |  |  |
|                          |                |       |                |  |  |

| Dimanche 20 janvier 1929 | UR Dunkerque-Malo | 3 – 2 | Excelsior Tourcoing |  |  |
|                          |                   |       |                     |  |  |

| Dimanche 20 janvier 1929 | Stade bordelais | 1 – 1 | RC Arras |  |  |
|                          |                 |       |          |  |  |

| Dimanche 3 février 1929 | RC Arras | 2 – 1 | Stade bordelais |  |  |
|                         |          |       |                 |  |  |

| Dimanche 20 janvier 1929 | Amiens AC | 3 – 1 | Havre AC |  |  |
|                          |           |       |          |  |  |

## Huitièmes de finale
Les huitièmes de finale se jouent les 3 février. En raison d'un match à rejouer des 16èmes du RC Arras, le match Cannes-Arras se joue le 3 mars. Le match entre le SO Montpellier et le FC Mulhouse est remis en raison du terrain gelé, alors que entre Sète et le Club français, le match est à rejouer à la suite d'un nul. Ces deux rencontres se disputent également le 3 mars.
| Dimanche 3 mars 1929 | SO Montpellier | 4 – 3 | FC Mulhouse |                           |
|                      |                |       |             | Stade Buffalo (Montrouge) |

| Dimanche 3 février 1929 | US Boulogne | 1 – 0 | Amiens AC |                                                  |
|                         |             |       |           | Parc Jean-Dubrulle (Roubaix) Spectateurs : 6 000 |

| Dimanche 3 mars 1929 | AS Cannes | 3 – 0 | RC Arras |                     |
|                      |           |       |          | Spectateurs : 4 000 |

| Dimanche 3 février 1929 | FC Sète | 1 – 1 | Club français |                           |
|                         |         |       |               | Stade Buffalo (Montrouge) |

| Dimanche 3 mars 1929 | FC Sète | 1 – 0 | Club français |                                                         |
|                      |         |       |               | Stade Fernand Bouisson (Marseille) Spectateurs : 12 000 |

| Dimanche 3 février 1929 | CA Paris | 1 – 0 | Olympique lillois |                           |
|                         |          |       |                   | Stade Moulonguet (Amiens) |

| Dimanche 3 février 1929 | Stade rennais UC | 3 – 1 | US Belfort |                         |
|                         |                  |       |            | Stade des Lilas (Rouen) |

| Dimanche 3 février 1929 | Stade raphaëlois | 2 – 1 | Stade français |                        |
|                         |                  |       |                | Stade municipal (Lyon) |

| Dimanche 3 février 1929 | UR Dunkerque-Malo | 2 – 1 | SC Bastidienne |                           |
|                         |                   |       |                | Route de Lorient (Rennes) |

## Quarts de finale
Les quarts de finale se jouent le 17 mars 1929 sauf le match Sète-Cannes, joué le 16 mars,.
Durant le 1er match, le FC Sète l'emporte 7 buts à 1 contre l'AS Cannes avec un sextuplé de Marcel Galey,. Le lendemain, le SO montpelliérain élimine le Stade rennais UC 5 à 0, tandis que le Stade raphaëlois et l'UR Dunkerque-Malo battent respectivement la CA Paris et l'US Boulogne 1 à 0.
Feuilles de match
| Samedi 16 mars 1929 | FC Sète                                                                                     | 7 – 1   | AS Cannes                                                                                          |                                                                                 |                                                                                 |
| 16h00               | Galey 8e 10e Beck 40e                                                                       | (3 - 1) | 42e                                                                                                | Stade Fernand Bouisson, Marseille Spectateurs : 10 000 Arbitrage : Louis Raguin | Stade Fernand Bouisson, Marseille Spectateurs : 10 000 Arbitrage : Louis Raguin |
| 16h00               | Henric - Skiller, Chardar - Harrisson, Barrett, Féjean - Boutet, Beck, Cazal, Dormoy, Galey | Équipes | Cottenet - Cornelli, Poignet - Crivelli, Hillier, Cler - Dutheil, Galland, Bardot, Donaghy, Magnon | Stade Fernand Bouisson, Marseille Spectateurs : 10 000 Arbitrage : Louis Raguin | Stade Fernand Bouisson, Marseille Spectateurs : 10 000 Arbitrage : Louis Raguin |

| Dimanche 17 mars 1929                                                                                          | SO montpelliérain | 5 – 0                                                                                               | Stade rennais UC |                                   |                                   |
| |                   | (2 - 0)                                                                                             |                  | Parc des Sports de Suzon, Talence | Parc des Sports de Suzon, Talence |
| Guillard - Mitrović, Olivet - Bousquet, Dedieu, Rolhion - Ed. Kramer, Temple, A. Titi Kramer, Mistral, Sekulić | Équipes           | Grégoire - Gervot, Chuiton - Lefèvre, Niko, Heslot - Leprince, Mouzey, Le Gentil, Touffait, Lhottka |                  | Parc des Sports de Suzon, Talence | Parc des Sports de Suzon, Talence |

| Dimanche 17 mars 1929 | Stade raphaëlois                                                                                             | 1 – 0   | CA Paris |                                           |                                           |
| 15h00                 | Denegri 50e                                                                                                  | (0 - 0) | | Stade municipal, Lyon Arbitrage : Leclerc | Stade municipal, Lyon Arbitrage : Leclerc |
| 15h00                 | Bonivardo - Pouthon, Pastorelli - Rapetti, Kauscar, Falcon - Giraud, Pastorelli II, Stuttler, Bolfo, Denegri | Équipes | Falque - Regnier, Ottavis - Moulène, Gautheroux, J. Laurent - Ouvray, Bertrand, Fidon, L. Laurent, Langiller | Stade municipal, Lyon Arbitrage : Leclerc | Stade municipal, Lyon Arbitrage : Leclerc |

| Dimanche 17 mars 1929 | UR Dunkerque-Malo | 1 – 0   | US Boulogne                                                                                       |                                  |                                  |
| 15h00                 |                   | (0 - 0) |                                                                                                   | Stade Amédée-Prouvost, Wattrelos | Stade Amédée-Prouvost, Wattrelos |
| 15h00                 |                   | Équipes | G. Guillam - Salez, Dubois - Faure, Missios, Varlet - Taylor, Baheux, Strate, Bloquel, Quetclartz | Stade Amédée-Prouvost, Wattrelos | Stade Amédée-Prouvost, Wattrelos |

## Demi-finales

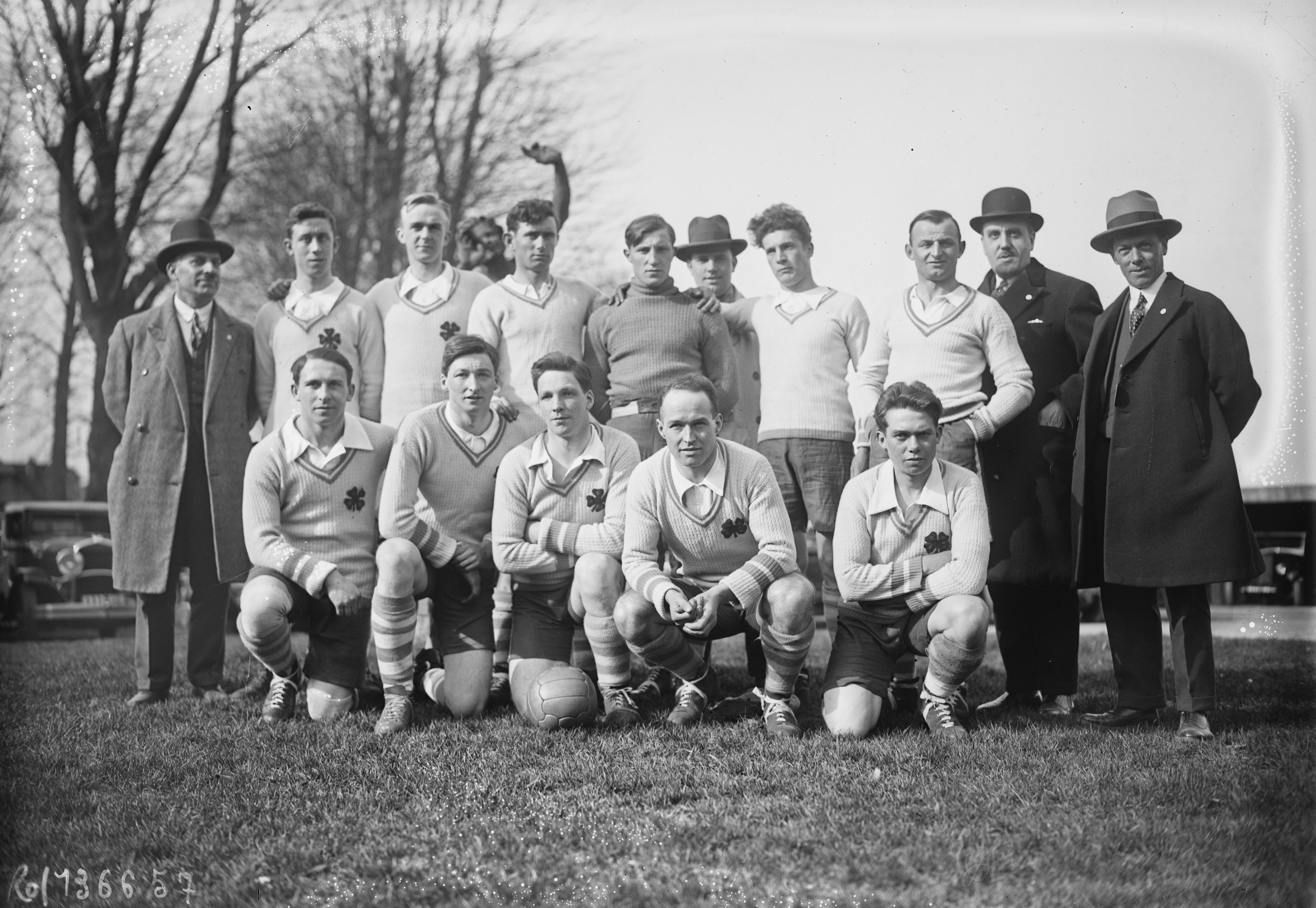
L'équipe de l'UR Dunkerque-Malo lors de la demi-finale contre le FC Sète.

Les demi-finales ont lieu le dimanche 7 avril 1929. 
La première demi-finale oppose le FC Sète, tenant du titre de la Division d'Honneur Sud-Est, à l'UR Dunkerque-Malo. Le FC Sète est considéré avant le match comme le favori. Ainsi, L'Auto commente « Il ne semble pas que Sète puisse être battu cet après-midi ». Le match se déroule au Stade olympique de Colombes avec, en lever en rideau un match amical entre les équipes de France A et B. Sète domine le début de la rencontre, forçant Dunkerque à rester en défense. Le jeu de Dunkerque est décrit comme « sans grande précision », mais ils réussissent tout de même à attaquer quelquefois le but adverse, notamment grâce à un centre de D. Boutet. Lors de la seconde période, les favoris du FC Sète dominent à nouveau la rencontre et obtiennent un pénalty. Celui-ci est tiré par Barett, mais repoussé par Gianonelli, le gardien dunkerquois. Cependant, Barett récupère le ballon et marque le premier but de la partie. À la suite de ce but, le match est « plus animé », ce qui permet à Dunkerque d'égaliser sur coup franc. Cependant, le FC Sète reprend l'avantage quelques minutes plus tard grâce à Dormoy. Sète l'emporte contre une « courageuse » équipe de Dunkerque,.
Feuilles de match
| Dimanche 7 avril 1929                                                                          | FC Sète             | 2 – 1 | UR Dunkerque-Malo |                                                                  |                                                                  |
|                                                                                                | Barett 61e · Dormoy | (0 - 0) | Drou              | Stade olympique, Colombes Spectateurs : 2 000 Arbitrage : Balvay | Stade olympique, Colombes Spectateurs : 2 000 Arbitrage : Balvay |
| Henric - Skiller, Chardar - Harrisson, Barrett, Féjean - D. Boutet, Beck, Cazal, Dormoy, Galey | Équipes             | Gianonelli - Jensen, Decrocq - Longuemarre, Aschutt, Hebbin - P. Bondois, Carru, A. Bondois, Drou, Devriendt |                   | Stade olympique, Colombes Spectateurs : 2 000 Arbitrage : Balvay | Stade olympique, Colombes Spectateurs : 2 000 Arbitrage : Balvay |

| Dimanche 7 avril 1929 | SO montpelliérain | 1 – 0   | Stade raphaëlois |                                                                                       |                                                                                       |
|                       | Dedieu            | (0 - 0) |                  | Stade Municipal, Lyon Spectateurs : 4 000 selon L'Auto0,500 0 selon Le Petit Parisien | Stade Municipal, Lyon Spectateurs : 4 000 selon L'Auto0,500 0 selon Le Petit Parisien |

## Finale

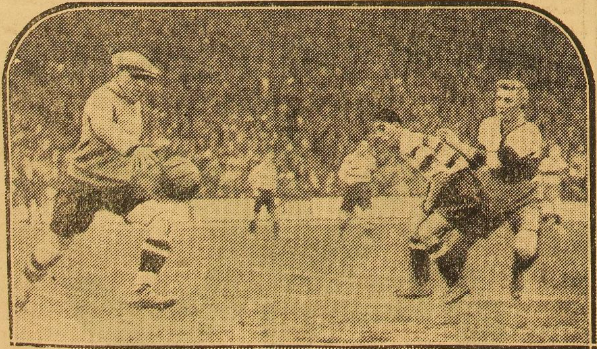
Le gardien Henric dégageant son camp durant la finale.

La finale se déroule le 5 mai 1929 au Stade olympique de Colombes. Elle oppose deux clubs de la Ligue du Sud-Est, le FC Sète et le SO montpelliérain. Il s'agit de la troisième finale de Coupe de France pour Sète, après celles de 1923 et de 1924, toutes deux perdues. Le président de la République, Gaston Doumergue, assiste au match.
Les équipes ont déjà joués deux fois l'une contre l'autre durant cette saison, dans la Ligue du Sud-Est. Montpellier a remporté les deux matchs. 
Le coup d'envoi est donné par l'équipe de Sète. Montpellier se procure une première occasion, laquelle est repoussée en corner par Barrett, puis le jeu s'équilibre. Après 20 minutes de jeu, le FC Sète obtient un corner, repoussé par Guillard. Sète poursuit l'attaque ; Cazal tire à nouveau, mais le ballon est dégagé par Rolhion. À cinq minutes de la mi-temps, Sekulić centre depuis l'aile gauche pour Titi Kramer, qui marque le premier but pour Montpellier, salué par des « acclamations enthousiastes ». Après ce but, Sète repart à l'attaque mais ne convertit aucune occasion. À la reprise, Sète attaque à nouveau, mais « l'imprécision des shoots » et une bonne défense de Montpellier les empêchent de marquer. Malgré quelques attaques de Montpellier, et notamment de Sekulić, c'est Sète qui est à l'offensive. Le Stade olympique commence à tenter de gagner du temps, afin de maintenir son avance. Georges Kramer tente alors une attaque, fait la passe à son frère Edmond, lequel réussit à tromper la gardien juste avant la fin du match. La fin du match est sifflée juste après ce but,.
Feuille de match
| Maillot blanc à bande rouge horizontale |

| Maillot rayé horizontalement blanc et vert |

| Maillot blanc à bande rouge horizontale |

| Maillot rayé horizontalement blanc et vert |